# Ge Zhen
Ge Zhen (葛振S, Gé ZhènP; Qingdao, 23 giugno 1987) è un calciatore cinese, difensore svincolato.

## Carriera
Ha iniziato la sua carriera nel 2005, in League Two, con la maglia dell'Anhui Jiufang. Successivamente viene ceduto al Guangdong Rizhiquan: alla fine della stagione 2007 la squadra riesce ad ottenere la promozione alla League One, la seconda serie cinese.
Nel gennaio 2011 ritorna all'Anhui Jiufang, ma la squadra viene sciolta e quindi veste nuovamente la maglia del Guangdong Rizhiquan, con cui nella stagione 2011 disputa 35 partite in campionato.
A gennaio 2013 viene ceduto al Shanghai Shenxin, squadra della China Super League. Fa il suo debutto con il nuovo club l'8 marzo 2013, nella prima partita del campionato, contro il Guangzhou E.. Durante quest'annata, in campionato, ottiene 26 presenze.
Il 6 gennaio 2015 si trasferisce al Hangzhou Lücheng, con cui debutta l'8 luglio 2015 in un incontro con l'Henan Jianye. Con il Hangzhou Lücheng esordisce in campionato il 19 luglio 2015, nuovamente contro l'Henan Jianye.